# Praseodym(III)-oxid
Praseodym(III)-oxid ist eine chemische Verbindung aus der Gruppe der Oxide.

## Gewinnung und Darstellung
Praseodym(III)-oxid kann wie auch Praseodym(IV)-oxid PrO2 durch Reaktion von Praseodym mit Sauerstoff gewonnen werden.
{\displaystyle \mathrm {4\ Pr+3\ O_{2}\longrightarrow 2\ Pr_{2}O_{3}} }
Es kann auch durch Reduktion des schwarzen Praseodym(III,IV)-oxid Pr6O11 mit Hydrazin oder Dehydrierung von Praseodym(III)-hydroxid gewonnen werden.
{\displaystyle \mathrm {2\ Pr(OH)_{3}\longrightarrow \ Pr_{2}O_{3}\ +\ 3\ H_{2}O} }

## Eigenschaften
Praseodym(III)-oxid ist ein gelbes Pulver, das unlöslich in Wasser ist.

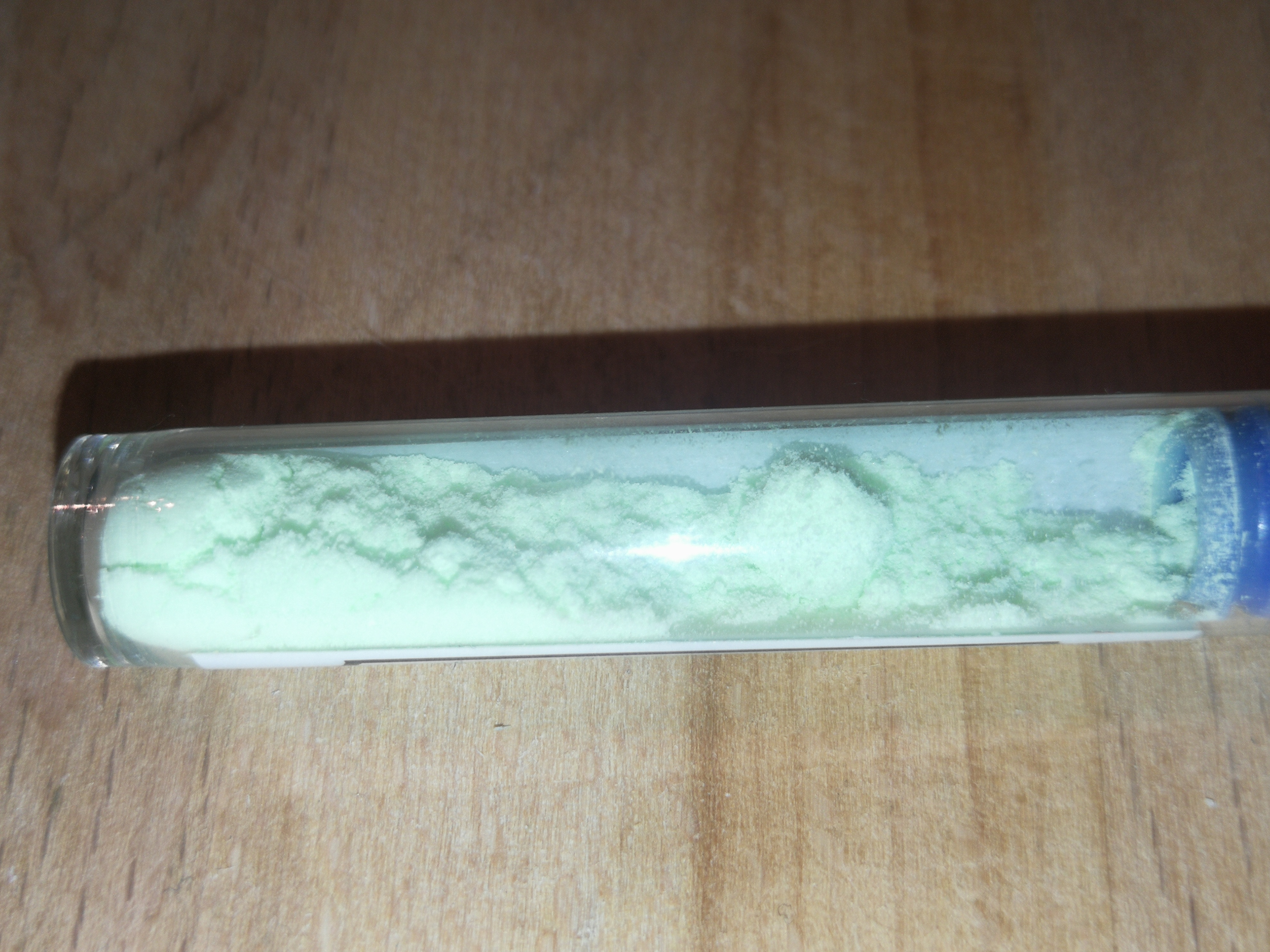
Praseodym(III)-oxid

Es kommt sowohl in einer weißen hexagonalen Form als auch in einer gelben bis grünen kubischen Kristallstruktur vor. Unter feuchten Bedingungen reagiert es rasch zu Praseodym(III)-hydroxid.

## Verwendung
Praseodym(III)-oxid wird zur Färbung von Glas und Keramik verwendet. Es wird auch als Material für Halbleiterbauelemente untersucht.